# Cuba Gooding Jr.
Cuba Mark Gooding Jr. (Bronx, 2 de janeiro de 1968) é um ator, produtor, roteirista e diretor norte-americano. Após seu papel inovador como Tre Styles em Boyz n the Hood (1991), ele apareceu em A Few Good Men (1992), The Tuskegee Airmen (1995), Outbreak (1995) e Jerry Maguire (1996), pelo qual ganhou o Oscar de Melhor Ator Coadjuvante, e What Dreams May Come (1998). Mais tarde, ele ganhou notoriedade por seus papéis em Men of Honor (2000) como Carl Brashear e no épico Pearl Harbor (2001) como Doris Miller. Seus outros filmes notáveis incluem As Good as It Gets (1997), Rat Race (2001), Snow Dogs (2002), Boat Trip (2003), Radio (2003), American Gangster (2007), The Butler (2013) e Selma (2014).
Em 2016, ele interpretou OJ Simpson na série dramática The People v. O. J. Simpson: American Crime Story e co-estrelou a sexta temporada da série American Horror Story: Roanoke.

## Biografia
Nasceu no Bronx numa família pobre e, apesar de ser hoje o mais famoso, foi o pai Cuba Gooding, Sr. quem primeiro se lançou no mundo artístico. O pai era o vocalista da banda "soul" The Main Ingredient, que colocou alguns temas nos tops mundiais dos anos 70, como "Everybody Plays the Fool". Devido ao sucesso do grupo, mudou-se com a família para Los Angeles, onde encontrou uma vida de luxo. 
| “ | Vivíamos numa grande casa, tínhamos motoristas e íamos sempre aos bastidores dos grandes shows… | ” |
|   | — Cuba Gooding Jr. ao Los Angeles Times.                                                        |   |

Até que o divórcio dos pais lançou o actor num cenário oposto. Depois de ir viver com a mãe e os irmãos, enfrentou problemas graves, chegando mesmo a viver num automóvel. Foi nas ruas que descobriu e aperfeiçoou o breakdance juntamente com os amigos. O início de uma carreira bem sucedida encontrou-o em 1984, quando dançou na final dos Jogos Olímpicos, durante uma actuação do cantor Lionel Richie. Tinha apenas 16 anos quando a porta para o mundo que conhecera em criança se voltava a abrir, agora pelas suas mãos.
Decidiu estudar representação e, após algumas séries e "spots" publicitários, conquistou um papel na longa-metragem Um Príncipe em Nova York, protagonizada por Eddie Murphy. Desde então, tem representado os mais diversos papéis, sempre em produções destinadas a sucessos de bilheteira.
Em 1991, atuou ao lado do rapper Ice Cube, Laurence Fishburne e Morris Chestnut no filme Os Donos da Rua, na estreia do diretor John Singleton. O filme recebeu uma nomeação para o Óscar de melhor roteiro original e rendeu à Singleton uma nomeação para o Óscar de melhor diretor, fazendo dele o primeiro afro-americano a ser nomeado para o prêmio.
De comédia a drama tem feito de tudo um pouco. Em Homens de Honra, de George Tillman Jr., interpretou a personagem principal, sob os contornos já desgastados do herói americano, ao lado de Robert de Niro. Já em Herança Canina veste a pele de um dentista prestes a receber uma inesperada fortuna. Mais uma comédia, esta dirigida ao público infantil, que encheu salas de cinema, à semelhança de Está Tudo Louco!, também com a presença do actor.
Foi em 1996, que o filme Jerry Maguire, de Cameron Crowe, no qual interpretou uma personagem secundária ao lado de Tom Cruise, lhe valeu o Óscar de melhor actor secundário. Rod Tidwell era o nome do jogador de futebol americano representado por Cuba Gooding Jr. que apoiava Jerry Maguire, um poderoso agente desportivo que colocou em causa os princípios morais da agência para qual trabalhava.
Depois de Pearl Harbor e Instinto, o actor afro-americano chegou às salas de cinema portuguesas com mais uma produção "à americana". "Radio" é o título do filme e o nome da personagem principal, interpretada por Cuba Gooding Jr.

## Filmografia
| Ano  | Título original                                  | Título no Brasil                           | Título em Portugal           | Personagem                           |
| ---- | ------------------------------------------------ | ------------------------------------------ | ---------------------------- | ------------------------------------ |
| 1988 | Coming to America                                | Um Príncipe em Nova York                   | Um Príncipe em Nova Iorque   | Jovem cortando o cabelo na barbearia |
| 1989 | Sing                                             |                                            |                              | Stanley                              |
| 1991 | Boyz'n the Hood                                  | Os Donos da Rua                            | A Malta do Bairro            | Tré Styles                           |
| 1992 | Gladiator                                        |                                            |                              | Abraham Lincoln Haines               |
| 1992 | A Few Good Men                                   | Questão de Honra                           | Uma Questão de Honra         | Cabo Edward Hammaker                 |
| 1993 | Judgement Night                                  | Judgement Night: Uma Jogada do Destino     |                              | Mike Peterson                        |
| 1993 | Daybreak                                         | Amanhecer sem Futuro                       |                              | Torch                                |
| 1994 | Lightning Jack                                   | Rapidinho no Gatilho                       |                              | Ben Doyle                            |
| 1995 | Outbreak                                         | Epidemia                                   |                              | Maj. Salt                            |
| 1995 | The Tuskegee Airmen                              |                                            |                              | Billy Roberts                        |
| 1995 | Losing Isaiah                                    |                                            |                              | Eddie Hughes                         |
| 1996 | Jerry Maguire                                    | Jerry Maguire - A Grande Virada            | Jerry Maguire                | Rod Tidwell                          |
| 1997 | As Good as It Gets                               | Melhor É Impossível                        | Melhor É Impossível          | Frank Sachs                          |
| 1997 | Do Me a Favor                                    | Ligados pelo Perigo                        |                              | Vendedor da loja de bebidas          |
| 1998 | What Dreams May Come                             | Amor Além da Vida                          | Além do Horizonte            | Albert Lewis                         |
| 1999 | Instinct                                         | Instinto                                   |                              | Theo Caulder                         |
| 1999 | A Murder of Crows                                | O Advogado Dos 5 Crimes                    |                              | Lawson Russel                        |
| 1999 | Chill Factor                                     | Suando Frio                                |                              | Arlo                                 |
| 2000 | Men of Honor                                     | Homens de Honra                            | Homens de Honra              | Carl Brashear                        |
| 2001 | Pearl Harbor                                     |                                            |                              | Doris Miller                         |
| 2001 | Rat Race                                         | Tá Todo Mundo Louco                        |                              | Owen Templeton                       |
| 2001 | Zoolander                                        | Zoolander                                  |                              | ele próprio                          |
| 2001 | In the Shadows                                   |                                            |                              | Draven                               |
| 2002 | Snow Dogs                                        | Neve pra Cachorro                          |                              | Theodore "Ted" Brooks                |
| 2003 | Boat Trip                                        | Cruzeiro das Loucas                        | O Barco do Amor              | Jerry Robinson                       |
| 2003 | The Fighting Temptations                         | Resistindo às Tentações                    |                              | Darrin Hill                          |
| 2003 | Radio                                            | Meu Nome é Rádio                           |                              | James Robert "Radio" Kennedy         |
| 2004 | Home on the Range                                | Nem Que a Vaca Tussa                       |                              | Buck (voz)                           |
| 2005 | Dirty                                            |                                            |                              | Salim Adel                           |
| 2005 | Shadowboxer                                      | Matadores de Aluguel                       |                              | Mikey                                |
| 2006 | End Game                                         |                                            |                              | Alex Thomas                          |
| 2006 | Lightfield's Home Videos                         |                                            |                              |                                      |
| 2007 | Norbit                                           | Norbit                                     |                              | Deion Hughes                         |
| 2007 | What Love Is                                     | O Que é o Amor                             |                              | Tom                                  |
| 2007 | Daddy Day Camp                                   | Acampamento do Papai                       | Balbúrdia no Campo de Férias | Charlie Hinton                       |
| 2007 | American Gangster                                | O Gângster                                 | Gangster Americano           | Nicky Barnes                         |
| 2007 | The Land Before Time XIII: The Wisdom of Friends |                                            |                              | Loofah (voz)                         |
| 2008 | Hero Wanted                                      | Herói                                      |                              | Liam Case                            |
| 2008 | Harold                                           | Harold                                     |                              | Cromer                               |
| 2008 | Linewatch                                        | Muito Além dos Limites                     |                              | Michael Dixon                        |
| 2008 | The Way of War                                   | A Caminho da Guerra                        |                              | David Wolfe                          |
| 2009 | Gifted Hands: The Ben Carson Story               | Mãos Talentosas - A História de Ben Carson |                              | Ben Carson                           |
| 2009 | Lies & Illusions                                 | Rede de Intrigas                           |                              | Isaac                                |
| 2009 | The Devil's Tomb                                 | O Alvo                                     |                              | Mack                                 |
| 2009 | Wrong Turn at Tahoe                              |                                            |                              | Joshua                               |
| 2009 | Hardwired                                        | Invasor de Mentes                          |                              | Luke Gibson                          |
| 2011 | Ticking Clock                                    | Lutando Contra o Tempo                     |                              | Lewis Hicks                          |
| 2011 | Hit List                                         | A Lista                                    |                              | Jonas Archer                         |
| 2011 | Sacrifice                                        |                                            |                              | Detetive John Hebron                 |
| 2012 | Red Tails                                        |                                            |                              |                                      |
| 2012 | One In The Chamber                               | A Última Bala                              |                              | Ray Carver                           |
| 2013 | Machete Kills                                    |                                            |                              | El Camaleon                          |
| 2013 | The Butler                                       | O Mordomo da Casa Branca                   | O Mordomo                    | Carter Wilson                        |
| 2013 | Don Jon                                          |                                            |                              | Estrela de cinema                    |
| 2014 | Selma                                            |                                            |                              | Fred Gray                            |
| 2014 | Life of a King                                   | Jogada de Rei                              |                              | Eugene Brown                         |
| 2016 | American Crime Story (série de televisão)        |                                            |                              | O. J. Simpson                        |
| 2016 | "American Horror Story (série de televisão)"     |                                            |                              | Matt Miller                          |
| 2020 | Life in a Year                                   |                                            |                              | Xavier                               |